# Jeremy Boyce
Jeremy Boyce Rotevall, känd som endast Jeremy Boyce, född 28 augusti 1993, är en svensk ishockeyspelare (forward) som spelar för Timrå IK i SHL.
Boyce har en svensk mor och en kanadensisk far. Han debuterade i Timrå IK:s A-lag mot IF Sundsvall under SCA-cupen 2010. Han var med i det svenska laget som vann junior-VM 2012. Han var även med och vann silver vid junior-VM 2013 och U18-VM i ishockey 2011.

## Klubbar i karriären
- Huddinge IK [ingen data]
- Timrå IK [741 matcher]